# Dionisio de Portugal, señor de Cifuentes
Dionisio de Portugal (1354-c. 1403), señor de Cifuentes, fue uno de los tres hijos que tuvo el rey Pedro I de Portugal con la noble gallega Inés de Castro. Sus hermanos fueron Juan, que fue el primer duque de Valencia de Campos, y Beatriz, esposa de Sancho de Castilla, primer conde de Alburquerque. Los tres se exiliaron en Castilla durante el reinado del rey Fernando I de Portugal.

## Esbozo biográfico
En las Cortes de Elvas de 1361 su padre le donó la villa de Prado (Braga) y las tierras y juzgados de Murça, Jales, Zurara, São João de Rei, Geraz de Riba Lima, Perelhal e da Maia, bienes que rendían por año 10 000 libras de dinero portugués.
Fue apartado de la corte por ser el único que se negó a besar la mano de su cuñada, la reina Leonor Téllez cuando, recién casada, el rey Fernando I de Portugal, su medio hermano, la presentó en la corte. Se exilió entonces en Castilla igual que su hermano Juan y posteriormente la hermana de ambos, Beatriz. En 1372 acompañó al rey Enrique II cuando invadió Portugal, y, después de firmada la paz, partió con Enrique II para Castilla donde pasó a vivir. 
A la muerte de Fernando I de Portugal en octubre de 1383, fue hecho prisionero por el rey Juan I de Castilla que consideraba a Dionisio uno de sus rivales para el trono lusitano. Fue liberado después de las cortes de Coímbra en 1385, donde también fue atacado por el jurista João das Regras como simpatizante del partido castellano. Regras también demostró que su padre, el rey Pedro, nunca casó con Inés de Castro y los hijos no fueron legitimados, ya que el papa Inocencio VI se había negado a conceder la dispensa necesaria debido al parentesco cercano del rey Pedro e Inés, ni a legitimar los tres vástagos de esta relación. El maestre de la Orden de Avis, también hijo bastardo del rey Pedro, obtuvo la mayoría de los votos en esta corte y «esta fue la única vez en la historia de Portugal que el rey fue elegido» y que «un bastardo subiese al trono». El maestre llegó a reinar como Juan I de Portugal.
A finales de 1387, Dionisio llegó a Oporto donde se encontraba la corte de su hermano el rey Juan I. Debido a que algunos nobles portugueses apoyaban las pretensiones de Dionisio al trono, el rey Juan, quien «temía que 'sus mejores derechos' a la Corona fueran utilizados para quitarle el trono» le encargó una misión en Inglaterra durante la guerra contra Castilla. Preso por las autoridades inglesas, fue liberado por Ricardo II en 1388 que nunca lo recibió. Se quedó en el sur de Inglaterra siempre vigilado, pues entretanto habían llegado cartas del monarca portugués a la corte inglesa contra él.
Intentó la fuga, pero al entrar en el estuario del Escalda, procurando evitar la ciudad de Middelburg donde había portugueses, fue atacado por pescadores. Nuevamente fue apresado y un año después, pidió al conde Luis II de Flandes que lo autorizase a ir a Brujas donde había mercaderes portugueses que le podrían ayudar a pagar los 20 000 francos que exigían de rescate. Fue autorizado a ir a Brujas pero no consiguió el dinero y de nuevo se entregó a los pescadores que lo tenían capturado. 
Se desconoce cómo se escapó, pero más tarde, en 1391, se encontraba de nuevo en Castilla. Muerto Juan I de Castilla, Dionisio fue aclamado rey de Portugal en el exilio e invadió Portugal por Beira, campaña que fue un fracaso.
Inicialmente recibió sepultura en el Convento de San Esteban de Salamanca. En 1461, su hija Beatriz mandó a construir un mausoléo para él y otro para su madre, colocándose en el centro de una capilla en las inmediaciones del santuario del Real Monasterio de Santa María de Guadalupe llamada «Cuatro Altares» que años más tarde fueron trasladados a las paredes frente a los dos altares.

## Matrimonio y descendencia
El infante Dionisio de Portugal contrajo matrimonio con Juana Enríquez de Castilla, una hija natural del rey Enrique de Trastámara, de quien tuvo dos hijos:
- Pedro de Portugal,[12] llamado «de Colmenarejo» por haber vivido en este lugar, cerca de Escalona,[12] contrajo matrimonio con María de Toledo, hija de Fernando Álvarez de Toledo el Viejo, I señor de Higares[13]—hijo de Fernando Álvarez de Toledo el Tuerto y de Leonor de Ayala—, y de Teresa Vázquez de Ayala,[14] III señora de Pinto, hija de Pedro Suárez de Toledo y Juana Meléndez de Orozco.[15] Fueron padres de una hija llamada Beatriz que fue monja en el Convento de San Clemente en Toledo.[16] María de Toledo testó el 28 de diciembre de 1471 y dejó como heredera universal a su sobrina Teresa, hija ilegítima de su hermano Pedro Suárez de Toledo, señor de Pinto, que se casó con Fernán Gudiel de Cervatos.[17]
- Beatriz de Portugal[11] (m. 1470), soltera, mandó construir la capilla funeraria en el Real Monasterio de Santa María de Guadalupe para sus padres y fue la fundadora del Hospital Mater Dei en Tordesillas donde recibió sepultura.[18]

Tuvo varios hijos ilegítimos: 
- Fernando de Portugal,[19] comendador de Oreja de la Orden de Santiago, que se casó con María de Torres, hija de Fernán Ruiz de Torres e Inés de Solier,[20][19] y fueron los tatarabuelos de Fernando Torres y Portugal, virrey de Perú y I conde de Villardompardo.[19]
- Juan de Portugal[21]
- Beatriz, monja en el convento de Santa Clara la Real en Toledo.[21]
- Inés, monja en el convento de Santa Clara la Real en Toledo.[21]